# Thymus mongolicus
Thymus mongolicus — вид рослин родини глухокропивові (Lamiaceae), поширений у Казахстані, Монголії, Росії (Алтай, Амур, Бурятія, Чита, Іркутськ, Хабаровськ, Красноярськ, Примор'я, Тува, Західний Сибір, Якутськ), Китаї (Північ-Центральний, Внутрішня Монголія, Цинхай).

## Опис
Стебла численні, від лежачих до висхідних; вегетативні пагони запушені; родючі гілки (1.5)2–10 см, щільно волосисті або злегка розкидано волосисті під суцвіттями, розкидано тонко волосисті на основі, 2–4-листяні. Черешки нижніх стовбурових листків ≈ 1/2 довжини пластини; листові пластини 4–10 × 2–4.5 мм, яйцюваті, оголені, ± помітно залозисті, поля цілі чи 1- або 2-дрібнозубчасті, верхівка від тупої до підгострої.
Суцвіття головчасті. Чашечка трубчасто-дзвінчастої до вузько-дзвінчастої, 4–4.5 мм, основа волосиста, верхівка субоголена. Віночок пурпурово-червоний, пурпуровий або червонуватий 6.5–8 мм, рідко запушені, трубка подовжена, 4–5 мм. Горішки від субкулястих до  яйцюватих, стиснуті. Цвіте VII–VIII.

## Поширення
Країни поширення: Казахстан, Монголія, Росія (Алтай, Амур, Бурятія, Чита, Іркутськ, Хабаровськ, Красноярськ, Примор'я, Тува, Західний Сибір, Якутськ), Китай (Північ-Центральний, Внутрішня Монголія, Цинхай).
Населяє кам'янисті пагорби, схили, трав'яні райони, долини.